# أرت باول (لاعب كرة قدم أمريكية)
أرت باول (بالإنجليزية: Art Powell)‏ هو لاعب كرة قدم أمريكية أمريكي، ولد في 25 فبراير 1937 في دالاس في الولايات المتحدة، وتوفي في 6 أبريل 2015.

## وصلات خارجية
- أرت باول على موقع كلية كرة السلة في سبورتس رفرنس.كوم (الإنجليزية)
- أرت باول على موقع مرجع كرة القدم المحترفة.كوم (الإنجليزية)